# Рудолф II (Пфалц)
Рудолф II Слепия (на немски: Rudolf II der Blinde; * 8 август 1306, Волфратсхаузен; † 4 октомври 1353, Нойщат ан дер Вайнщрасе) от династията Вителсбахи, е пфалцграф при Рейн от 1329 до 1353 г.

## Живот
Той е вторият син на Рудолф I († 12 август 1319), херцог на Горна Бавария и пфалцграф при Рейн, и съпругата му принцеса Матилда фон Насау (1280 – 1323), дъщеря на крал Адолф от Насау и Имагина фон Изенбург-Лимбург. Неговият чичо е император Лудвиг IV Баварски.
През 1317 г., след редица загубени битки, баща му се отказва от владетелските си искания и брат му Лудвиг IV го последва. Баща му умира през 1319 г., граф Йохан от Насау поема опекунството над майка му, Рудолф II и двата му братя Адолф († 1327) и Рупрехт I († 1390). Фамилията живее в дворците на Хайделберг.
Чичо му Лудвиг IV Баварски превзема Рейнпфалц според договора с брат му Рудолф I от 26 февруари 1317 г. Войната свършва през август 1322 г. Братята се сдобряват с чичо им Лудвиг IV едва след смъртта на майка им Матилда през юни 1323 г. На 4 август 1329 г. Лудвиг дава Пфалц на наследниците на Рудолф чрез домашен договор от Павия. Рудолф поема управлението в Рейнпфалц заедно с по-малкия си брат Рупрехт I.
На 18 февруари 1338 г. има отново подялба с брат му Рупрехт I и племенника му Рупрехт II, при която Рудолф II получава между другото Нойщат със замък Винцинген. Рудолф поставя през 1350 г. граф Емих V фон Лайнинген като бургман.
След смъртта на император Лудвиг през 1349 г. Рудолф II заедно с брат му избират Гюнтер фон Шварцбург за гегенкрал. Рудолф II обаче сгодява малко след това дъщеря си Анна с неговия съперник Карл IV.
Рудолф II страда от заболяване на очите и накрая ослепява. Още преди да умре той дава управлението на брат си Рупрехт I. Рудолф II умира на 4 октомври 1353 г. и е погребан по негово желание пред олтара в църквата „Св. Егидий“ в Нойщат.

## Съпруги и деца
Рудолф се жени два пъти.
1. 1328 ∞ Анна от Каринтия-Тирол (1300 – 1331), дъщеря на херцог Ото III
- Анна от Пфалц (1329 – 1353) ∞ 1349 император Карл IV

2. 1348 ∞ Маргарете от Сицилия-Арагон (1331 – 1377), дъщеря на крал Федериго II Сицилиански. Бракът е бездетен.